# St. Georg (Rückersdorf)

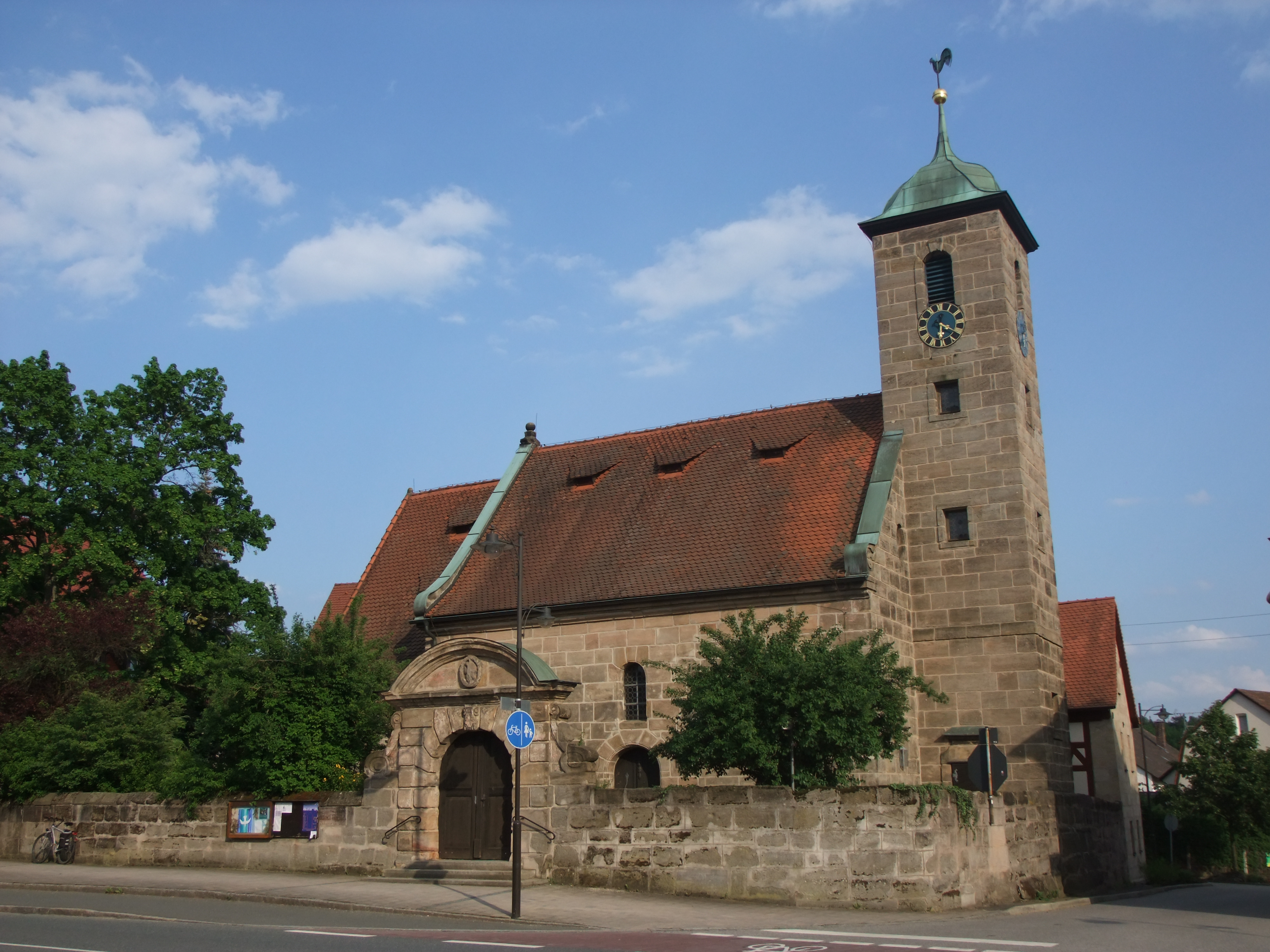
St. Georg (Rückersdorf)

Die denkmalgeschützte, evangelisch-lutherische Pfarrkirche St. Georg steht in Rückersdorf, einer Gemeinde im Landkreis Nürnberger Land (Mittelfranken, Bayern). Die Kirche ist unter der Denkmalnummer D-5-74-154-7 als Baudenkmal in der Bayerischen Denkmalliste eingetragen. Die Kirche gehört zum Dekanat Nürnberg im Kirchenkreis Nürnberg der Evangelisch-Lutherischen Kirche in Bayern.

## Beschreibung
Das mit einem Satteldach bedeckte Langhaus und der eingezogene, von Strebepfeilern gestützte Chor mit 3/8-Schluss im Osten der Saalkirche aus Quadermauerwerk wurden Mitte des 15. Jahrhunderts gebaut. Der mit einer Glockenhaube bedeckte Kirchturm im Westen wurde erst 1716/17 errichtet. Der Innenraum des Langhauses, der ursprünglich mit einer Flachdecke versehen war, ist mit einem hölzernen Tonnengewölbe überspannt, der des Chors mit einem Kreuzrippengewölbe. Die Brüstungen der Emporen sind mit Gemälden verziert. Über dem Chorbogen befindet sich ein Wappen, das von einer Kartusche gerahmt ist. Der Altar von 1668 ist mit Knorpelwerk dekoriert. Die Kanzel wurde im gleichen Jahr aufgestellt. Das Taufbecken wurde 1525 geschaffen.